# Sitenun
Sitenun is een bestuurslaag in het regentschap Padang Lawas Utara van de provincie Noord-Sumatra, Indonesië. Sitenun telt 135 inwoners (volkstelling 2010).